# P/2018 P4 (PANSTARRS)
P/2018 P4 (PANSTARRS) — короткоперіодична комета із сім'ї Юпітера. Відкрита 8 серпня 2018 року; була 20.6m на час відкриття.